# Якубсония
Якубсония (лат. Jakubsonia) — род вымерших ранних тетраподоморф, живших во времена девонского периода (фаменский век) на территории современной России. Единственный типовой вид, Jakubsonia livnensis, был описан и назван в честь Якубсона О. Л. и города Ливны в 2004 году.

## История обнаружения
В 1999 году во время работы совместной экспедиции Палеонтологического института Академии наук РФ и Ливенского краеведческого музея проводились раскопки на Горностаевском карьере в Орловской области к юго-западу от города Ливны. Старший научный сотрудник музея, заслуженный учитель РФ Олег Якубсон обнаружил там разрозненные кости доисторического животного. Были найдены межглазничная часть черепа, верхняя часть плеча и часть бедра; также, возможно, к животному относится фрагмент задней части черепа. Останки были исследованы и научно описаны в ПИН РАН.